# ルシオ・ムニョス
ルシオ・ムニョス（Lucio Muñoz, 1929年12月27日 – 1998年5月24日）は、スペイン・マドリード出身の抽象画家・彫刻家。

## 経歴
ルシオ・ムニョスは1929年にマドリードで生まれた。父親は商店主だった。兄が1人、姉が3人いる、5人兄弟姉妹の末子だった。1935年には母親が亡くなった。1949年、ムニョスはマドリードの王立サン・フェルナンド美術アカデミーに入学し、美術の学位を取得した。アカデミーでアマリア・アビアと出会い、1960年1月15日に結婚した。同年に第一子を儲け、その後3人の子供を儲けた。

## 作風
1955年にはマドリードのサラ・デ・ラ・ディレクシオン・ヘネラル・デ・ベリャス・アルテスで初の個展が開催された。1955年から1956年にはスペイン政府の奨学金によってフランス・パリに滞在し、アンフォルメル運動に影響を受けた。キャンバスに加えて、焦がした紙や木材など、様々な素材で作品を制作した。アンフォルメルの芸術家のように、キャンバスに穴を開けたり、曲げたり、切断したりした。特に木材で製作した作品中の技術革新で知られている。焦げ目、彫り跡、大理石の塵やおがくずのような素材を組み合わせた塗料、粉末状の鉱石を用い、「疑似絵画」と呼ばれる作品を制作した。彼の作品はアンフォルメルの色合いであり、黒色が支配的である。後年には他の素材を使用したため、作品のスタイルはあまり攻撃的ではなかった。
1964年にはギリシャ出身のアートディーラー、フアナ・モルドがマドリードにフアナ・モルド画廊を開店させた。ムニョスはこの画廊の開店から1991年まで、この画廊の関連グループに属していた。ベルギーのブリュッセルにある欧州連合(EU)本部や、マドリード市議会の会議場には、ムニョスが制作した壁画が設置されている。ギプスコア県オニャティのアランツァス聖堂にもムニョスによる壁画がある。ザルツブルク・ビエンナーレでは宗教美術部門でゴールド・メダルを受賞した。

## 文献
1. 1 2 3 4 5 6  “Lucio Munoz”. First Contemporary Art.  Madrid:  ROAGU-2 S.L.. 2011年3月20日閲覧。
2. 1 2  “Lucio (Lucio Muñoz)”. Tate Online.   Tate Gallery. 2011年3月20日閲覧。 (quoting Alley, Ronald (1981). Catalogue of the Tate Gallery's Collection of Modern Art other than Works by British Artists. London: Tate Gallery and Sotheby Parke-Bernet. p. 457)
3. ↑  “Muñoz, Lucio”. The Grove Dictionary of Art.  New York:  Artnet Worldwide (2000年). 2011年3月20日閲覧。